# 鋼人 (漫威漫畫)
鋼人（英語：Colossus）是一名在漫威漫畫中出現的虛構超級英雄。由作家倫.韋恩和畫師戴夫.科克倫姆創作，他首次於《巨型的X戰警》#1（1975年5月）中登場。他是X戰警的成員，來自於俄羅斯的變種人。可以將自己變成金屬狀態，也是目前團隊中最有力量的成員。即使沒有作戰時，他仍然是身材巨大，高6英寸7英寸（200厘米）。他被描繪成安靜、誠實和善良，是一個有才華的藝術家，他同意但不情願地在戰鬥中使用他的力量，感覺到他有責任利用自己的能力來改善人類和變種人。

## 人物
皮奧特·“彼得”·尼古拉耶維奇·拉斯普廷（Piotr "Peter" Nikolaievitch Rasputin）是一名在蘇聯的一個農村出生的變種人。在發育時期為了拯救快要被推土車輾過的妹妹而激發出變種能力，能將全身的結構轉化成如同鋼鐵一般。當X戰警被困在一座異能島克拉科島時，X教授在世界各地召募了第二支X戰警前去營救首支X戰警，鋼人就成為了第二代的X戰警，隊員都稱呼他為「彼得」。他本身是一位和平主義者，不喜歡使用暴力，閒時以畫畫為樂，與X戰警中的幻影貓是情侶。早年妹妹伊利亞娜·拉斯普廷因為得了致命的變種人病毒“遺留病毒”去世，痛失家人加上腦袋受到重創令他長期處於鋼鐵形態。其後被萬磁王邀請加入侍者，他希望可以利用他在X戰警中學到的東西改變這隊行事極端的侍者。在萬磁王昏迷期間，他離開了侍者前往英國尋找幻影貓並加入了圓桌武士組織神劍。其後神劍解散，他跟幻影貓和夜行者回到X戰警。之後野獸成功研究出遺留病毒的解藥，不過解藥需要依靠首名服用者死後在空氣傳播才成功，鋼人為了拯救其他同類免受妹妹伊利亞娜死時的痛苦選擇了犧牲自己，死後幻影貓將他的骨灰帶回他的故鄉蘇聯。兩年後，X戰警在追查一間秘密研製令變種人變回普通人的製藥公司時，在其公司的秘密基地遇上了被困的鋼人。原來當年一位外星人奧德偷了他的屍體並留下了一條假屍，奧德利用外星科技把他救活並取出在他血液中的遺留病毒解藥研究出變種人解藥，打敗奧德之後他重回X戰警並與幻影貓繼續前緣。後來在浩克世界大戰中不敵浩克被掘斷雙手。鋼人變身後擁有超凡的氣力，耐久力及防禦力可以抵抗大部份物理攻擊，耐火耐寒，刀槍不入。

## 其他媒體

### 電影
- X戰警系列電影
  - 《X戰警2》（2003年），由丹尼爾·寇德摩爾飾演。
  - 《X戰警3》（2006年），由丹尼爾·寇德摩爾飾演。
  - 《X戰警：未來昔日》（2014年），由丹尼爾·寇德摩爾飾演。
  - 《惡棍英雄：死侍》（2016年），由史提芬·卡皮契配音、安德烈·提利科特克斯動態捕捉、T·J·史托姆最後場景的動態捕捉、動態捕捉執導格雷格·拉薩爾提供最後場景的面部呈現和葛倫·恩尼斯則提供了角色的背後輪廓[1]。
  - 《死侍2》[2]（2018年）

- 漫威電影宇宙：由史提芬·卡皮契回歸配音。
  - 《死侍與金鋼狼》[3]（2024年）

### 遊戲
- 《漫威：未來之戰》：手機遊戲，鋼人是玩家可使用角色之一。
- 《漫威超級戰爭》

## 資料來源
1. ↑  McGovern, Joe. . Entertainment Weekly. 2015-12-23  [2015-12-24]. （原始内容存档于2020-08-01）.
2. ↑  Goldberg, Matt. . Collider. January 12, 2107  [2017-02-16]. （原始内容存档于2017-05-24）.
3. ↑  Kroll, Justin. . Deadline Hollywood. 2023-04-12  [2023-04-12]. （原始内容存档于2023-04-13）.